# Epiqueya
La epiqueya (también escrita como epikeia, transliterado del griego) es la acción hermenéutica que le permite al hombre liberarse de la 'letra' de la Ley (de la justicia) en favor del 'espíritu' (la equidad) de la misma.
Es un acto o hábito moral que permite al hombre eximirse de la observancia literal (externa) de una ley de derecho positivo, con el fin de ser fiel a su sentido o  espíritu auténtico. 

## Etimología
La expresión griega ἐπιείκεια significaba, en los autores clásicos griegos una “verosimilitud” o “aprobación”, un tipo de “equidad” o “justicia” más relacionada con el aspecto interno que con la equidad (ambas palabras tienen la misma etimología) que se refiere a la aplicación exterior de la justicia.

## En la filosofía griega

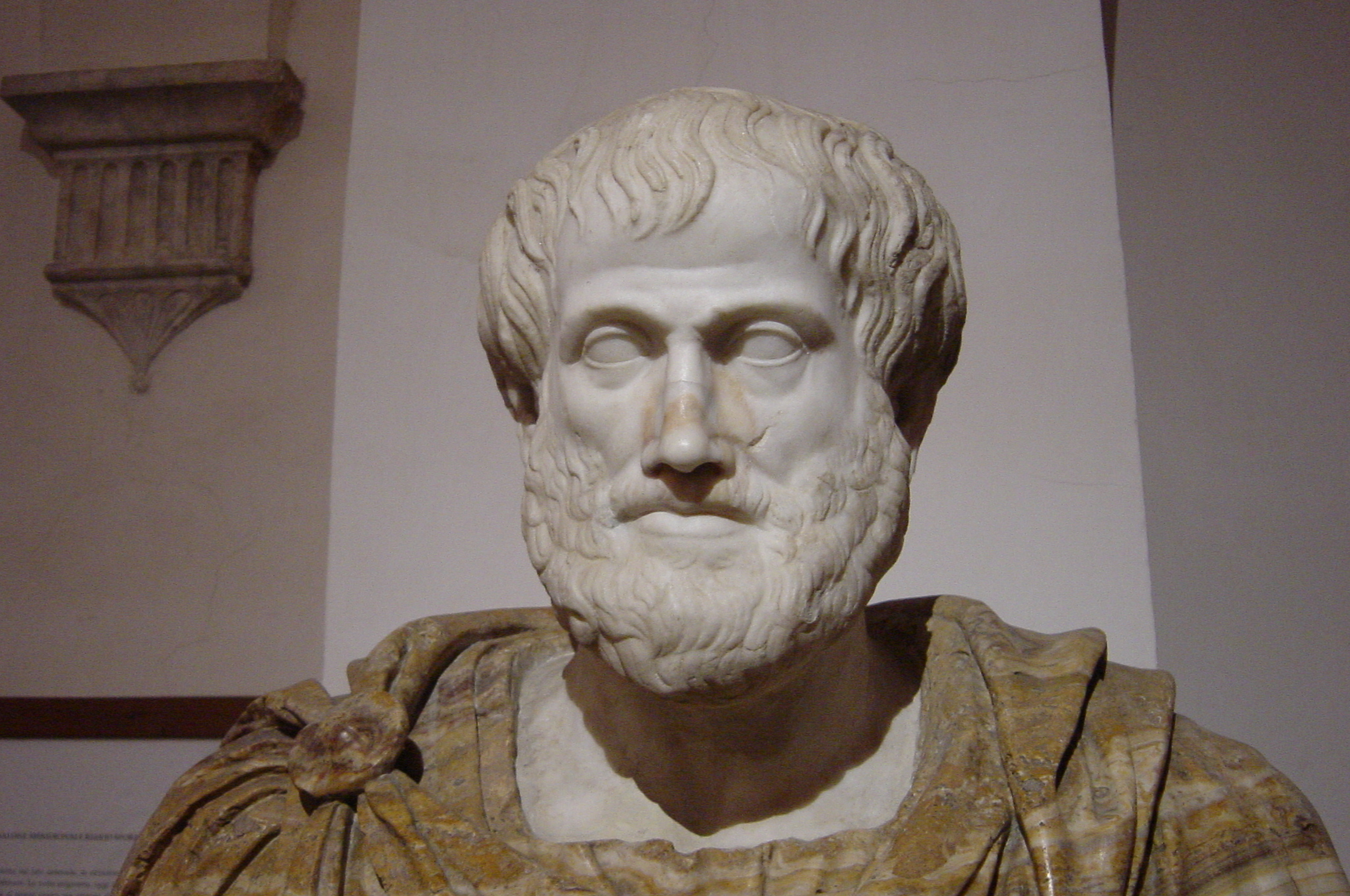
Busto de Aristóteles.

### Platón
Aunque Platón no emplea la expresión en el sentido técnico que hoy se le da, afirma en su obra Político (294 a-c) que la prudencia del hombre en cualquier asunto público está por encima de las leyes. Ahora bien, esto se debe a que las leyes mismas han de ser genéricas y no suponer situaciones concretas dejando lugar precisamente para la sabiduría práctica del ciudadano. 
Esta opinión varió ligeramente en su obra Las leyes ya que partiendo de un realismo antropológico mayor −no se puede confiar en que todos han alcanzado tal madurez en la prudencia− afirma la superioridad de la ley como sustituto de la sabiduría y que, por tanto, incluso los políticos han de someterse a las leyes siempre. Así un comportamiento contrario a la ley −aun cuando se trate de situaciones límite no contempladas en ella− es una desviación o debilidad.

### Aristóteles
En Aristóteles encontramos ya el uso técnico de la expresión. Parte de la misma premisa de Platón, es decir, que las leyes no pueden integrar todas las situaciones posibles y que por tanto, se hace necesario recurrir a la prudencia para decidir qué hacer en algunos casos límites e incluso contrariar la ley. Ahora bien, no concibe tales casos como una debilidad sino más bien como una corrección de la ley misma. 
Para explicar su posición propone el ejemplo de las piedras que se usan para edificar los muros de Lesbos. Se encuentran piedras desiguales y, por tanto, la regla que las misura ha de ser versátil. Es decir, es la regla la que se adapta a las piedras y no al revés. De ahí que llegue a afirmar que si la ley es justa, la buena aplicación de la epiqueya es todavía más justa.

## En la escolástica

### Alberto Magno
Con la ayuda de la traducción del texto de la Ética a Nicómaco, Alberto Magno pudo retomar el concepto aristotélico y reproponerlo dentro de la teología moral católica. Habla de casos imprevistos (emergentes) que escapan a la legislación y que requieren un comportamiento adecuado que implique incluso no observar la letra de la ley para ser fieles a su sentido más profundo. Afirma:

Por su misma naturaleza, los actos humanos son inestables y están siempre sometidos al cambio. Hay que respetar esta continua variabilidad de lo real y no pretender abarcar todas las acciones humanas dentro de una sola y misma ley universal, lo real no debe acomodarse a la regla, sino la regla a lo real.

Así la epiqueia permite corregir la ley en casos particulares atendiendo al espíritu de ella y es una suerte de super-justicia.

### Tomás de Aquino

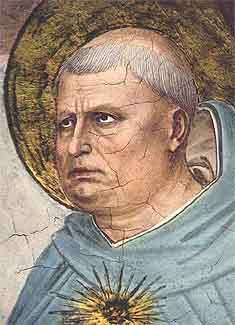
Tomás de Aquino.

Tomás de Aquino usa la expresión epiqueya y gnomé para referirse a la virtud que estamos considerando. Afirma:

Cuando se trata de leyes positivas, dado que los actos humanos −de los que tratan tales leyes− consisten en cosas singulares y contingentes, que pueden variar de maneras infinitas, no fue posible instituir una regla de la ley que no fallase en ningún caso, sino que los legisladores atendieron a aquello que sucede en la mayoría de los casos. Sin embargo, mantener la ley en algunos casos va contra la justicia y contra el bien común que la misma ley quiere preservar. [...] por tanto, es bueno −dejando de lado la letra de la ley− seguir aquello que solicita la justicia y la utilidad común. A esto se ordena la epiqueya.

Además considera que tal aplicación de la epiqueya no es solo una aplicación mejor de la justicia sino también una más perfecta vivencia de la intención del legislador mismo. Ahora bien, siempre se trata de excepciones y casos en los que se busca evitar un mal. Llega a decir que en caso de dudas o si no hay un peligro inmediato conviene acudir al gobernante o al legislador mismo: con estas indicaciones restringe en lo posible el recurso a la epiqueya.
Comentando a Tomás de Aquino, Gaetano da una definición: “dirección de la ley cuando esta falla a causa de su universalidad”.

### Francisco Suárez
Suárez al comentar el texto del Aquinate, amplió las ocasiones en que puede aplicarse la epiqueya pues considera no solo los casos en que hay necesidad o un mal inminente que evitar sino también aquellos en que es razonable obrar contra la ley buscando una mejor aplicación de ella para bien del individuo. Así se separa de las opiniones anteriores que veían el recurso a la epiqueya como modo de salvaguardar el bien o la utilidad común y prepara de ese modo el paso de ya no considerarla como parte de la virtud de la justicia sino como un acto o recurso. Sin embargo, afirma explícitamente que el uso de la epiqueya se da sólo en el ámbito de la aplicación o no de las leyes positivas y no de la ley moral natural.

## En la reflexión moderna
Tras la escolástica, la interpretación de la epiqueya como una interpretación jurídica se abre paso en casi todos los autores. Así, por ejemplo, C. Lacroix: “la epiqueya es una interpretación restrictiva de la ley positiva, para seguir la voluntad benigna del legislador”. Alfonso María de Ligorio añade que la epiqueya se aplica en los casos en que el mismo legislador no habría querido obligar.
Actualmente casi todas las constituciones o códigos penales consideran la posibilidad de aplicación de la epiqueya.
En Derecho Administrativo, por ejemplo, la figura de la "desviación de poder", que sustancialmente consiste en hacer una concreta aplicación literal de una norma hasta el punto en que dicha aplicación contraviene claramente el espíritu y finalidad con que fue promulgada dicha norma, la epiqueya sería la necesaria consideración de las circunstancias de tiempo, lugar y persona, para no incurrir en tal "desviación de poder" que es causa suficiente para la anulación del acto administrativo.
Efectivamente, el Diccionario de la Real Academia Española, 22ª ed., define la epiqueya como: "f. Interpretación moderada y prudente de la ley, según las circunstancias de tiempo, lugar y persona"